# Opalia burryi
Opalia burryi är en snäckart som beskrevs av Clench och Turner 1950. Opalia burryi ingår i släktet Opalia och familjen vindeltrappsnäckor. Inga underarter finns listade i Catalogue of Life.